# Eryngium juncifolium
Eryngium juncifolium là một loài thực vật có hoa trong họ Hoa tán. Loài này được (Urb.) Mathias & Constance mô tả khoa học đầu tiên năm 1971.